# Just Don’t Give a Fuck
Just Don’t Give a Fuck – pierwszy singiel Eminema z roku 1997.

## Lista utworów
1. „Just Don’t Give a Fuck”